# 卡利尼夫卡 (科明捷爾尼夫西克區)
46°52′57″N 31°1′50″E / 46.88250°N 31.03056°E

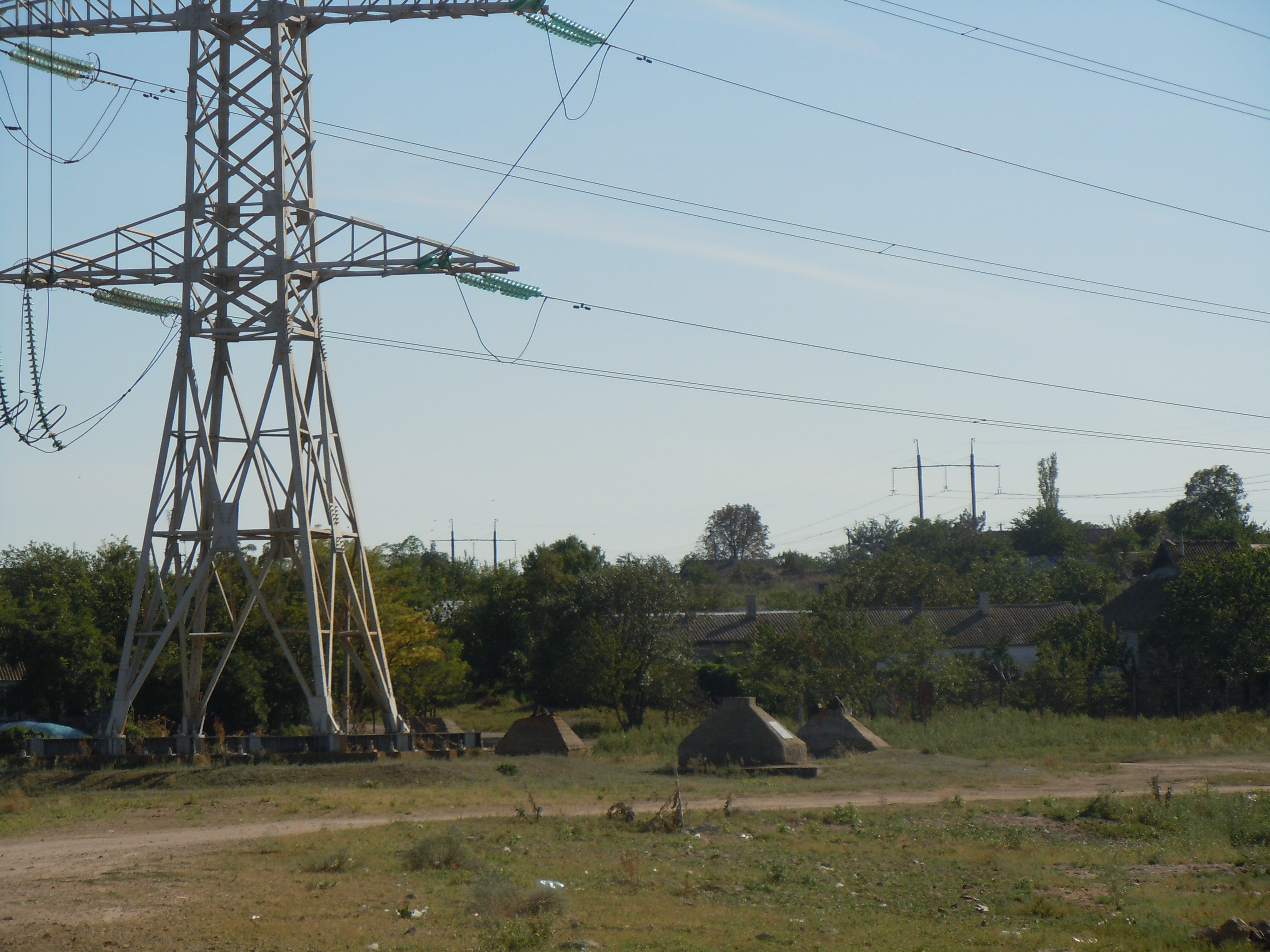

卡利尼夫卡（烏克蘭語：Калинівка）是位於烏克蘭西南部的村莊，由敖德萨州敖德萨区的維濟爾卡市鎮負責管轄。該村始建於1940年，面積0.97平方公里，海拔高度33米，2001年人口493，人口密度每平方公里508.25人。